# Turistická značená trasa 0331
 Turistická značená trasa 0331 je 13 km dlouhá červeně značená trasa Klubu českých turistů v okrese Děčín spojující Mezní Louku s Jetřichovicemi. Její převažující směr je východní a posléze jižní. Trasa se nachází v Děčínské vrchovině na území národního parku České Švýcarsko a je v celé délce sledována Evropskou dálkovou trasou E3.

## Průběh trasy
Turistická trasa má svůj počátek na Mezní Louce, kde přímo navazuje na stejně značenou trasu 0312 z Hřenska. Dále jsou zde výchozí modře značená trasa 1688 k Dolskému mlýnu a žlutě značená trasa 7005 do Vysoké Lípy. Průchozí je zde zeleně značená trasa 3950 z Mezné do Zadních Jetřichovic, se kterou vede trasa 0331 z počátku v souběhu. Trasy společně procházejí po asfaltové komunikaci kempem do lesa, kde se dělí. Trasa 0331 stoupá po pěšině na zalesněný skalnatý hřeben a ten sleduje východním směrem, míjí vrchol Větrovce a nakonec klesá na křižovatku asfaltových lesních cest. Po jedné z nich pokračuje k východu k Malé Pravčické bráně, kde jí opouští a klesá do úbočí, kterým vede po pěšině přibližně k jihu pod hrádek Šaunštejn. Za ním sestupuje na lesní cestu a rozcestí opět se žlutě značenou trasou 7005, se kterou pokračuje v krátkém souběhu k tzv. Vysokolipské silnici. Zde souběh končí a trasa 0331 sleduje silnici skalami k opět k východu. Na rozcestí Česká silnice jí opouští a po lesní pěšině vede skalnatým svahem nejprve k jihu a poté k východu. Mezi skalními věžemi Kostelík a Golem se nachází rozcestí se zde výchozí modře značenou trasou 1640 do České Kamenice. Trasa 0331 opět stoupá do skal, mění několikrát směr a poté vede jižním svahem Koliště. V sedle východně od něj se nachází rozcestí se zde výchozí zeleně značenou trasou 3942 rovněž vedoucí do České Kamenice. Trasa 0331 stoupá nejprve Purkartickou silnicí a poté lesní pěšinou na Rudolfův kámen. Po sestupu z něj opět kříží Purkartickou silnici, kde se zároveň nachází rozcestí se zde výchozí žlutě značenou trasou 6924 do Chřibské. Trasa 0331 mění směr na jižní a stoupá do Jetřichovických stěn, kterým tvoří hřebenovou cestu. Rovněž červeně značené odbočky obsluhují Vilemíninu stěnu a Mariinu skálu. Nakonec sestupuje do Jetřichovic, v úplném závěru v souběhu opět se zeleně značenou trasou 3942 a žlutě značenou trasou 6952 z pod Suchého vrchu na vrch Růžovský. V centru Jetřichovic trasa 0331 končí přičemž zde na ní přímo navazuje stejně značená trasa 0317 do Jedlové a potkává se zde opět s modře značenou trasou 1640.

## Turistické zajímavosti na trase
- Malá Pravčická brána
- Hrad Šaunštejn
- Rudolfův kámen
- Jetřichovické stěny
- Vilemínina stěna
- Balzerovo ležení
- Mariina vyhlídka
- Poštolčí kužel v Jetřichovicích